# Ghoukas Tchoubarian
Ghoukas Tchoubarian (né le 16 juin 1923 à Erevan et mort le 23 mars 2009 dans la même ville) est un sculpteur arménien. Il est le fondateur de l'école de sculpture de l'Académie d'État des beaux-arts d'Erevan, et l'auteur de plusieurs sculptures ornant aujourd'hui la capitale arménienne. Parmi celles-ci se distingue particulièrement la statue de Mesrop Machtots et de son disciple Korioun (1962) installée devant l'entrée du Matenadaran. D'autres exemples sont le monument à la mémoire de l'écrivain Hovhannès Toumanian et celui en l'honneur du compositeur Alexandre Spendarian.